# Quimioinformática
La quimioinformática, también conocida como informática química, es el uso de técnicas informáticas en los problemas en las ciencias químico farmacéuticas. Estas técnicas in silico se utilizan en las empresas farmacéuticas en el proceso de descubrimiento de fármacos.

## Historia del término
El neologismo fue introducido por F.K. Brown  en el año 1998:
La quimioinformática es la combinación de recursos informáticos para transformar datos en información e información en conocimiento, con el propósito de tomar decisiones con mayor rapidez en el ámbito de la identificación de los fármacos cabeza de serie (o de molécula inicial) y de la optimización de fármacos.
El término fue registrado en 2006 por la Academia Europea.

## véase también
- Química computacional
- Análisis de datos
- Quimiometría
- Journal of Chemical Information and Modeling
- Química matemática
- Modelado molecular
- Industria farmacéutica
- Visualización científica
- Estadística